# Eusebi Folguera Rocamora
Eusebi Folguera Rocamora (Reus, 1835 - 5 de novembre de 1899) va ser un polític català.
Va ser alcalde de Reus en diverses ocasions (1885, 1886-1889, 1889-1891, i 1893-1895). Membre del Partit Liberal Conservador, era una persona de "caràcter ferm i indomable" com el defineix Josep Olesti al seu Diccionari biogràfic de reusencs. Havia tingut en la seva joventut idees republicanes federals, i havia estat capità de la Milícia Nacional de Reus el 1868 i 1869, als inicis de la Revolució de Setembre. Pel juliol de 1885, va anar a Madrid amb una representació de l'ajuntament per tal de demanar autorització per recaptar directament des del municipi els impostos sobre consums. Al retornar a Reus sense èxit, va presentar la dimissió amb tot el seu consistori, i el governador civil va enviar un delegat a l'ajuntament per fer-se càrrec de l'alcaldia. Pel mes d'agost es va nomenar un ajuntament provisional presidit per Bernat Torroja. Aquest ajuntament va cessar el febrer de 1886, incorporant-se l'antic consistori al govern de la ciutat. Va ocupar la presidència de la comissió municipal per tal de construir un monument al general Prim a la plaça del seu nom a Reus, i s'entaulà una discussió entre l'ajuntament i la comissió que durà més de deu anys abans que les dues entitats no aconseguissin consens, cosa que va repercutir en el monument, que no arribà mai a ser inaugurat oficialment. El 1893 va tenir desavinences amb l'autoritat eclesiàstica quan l'ajuntament es negà a donar vuitanta pessetes per a la funció de l'Agonia durant la Setmana Santa, (quantitat que correspondria a la tradicional unça d'or que l'ajuntament donava des de feia molts anys per a la celebració) al·legant que no s'havien de subvencionar les funcions de l'església mentre hi hagués tants pobres a la ciutat. Els regidors no van anar a la processó, cosa que va provocar les queixes del Diario de Reus.